# Hide Tanaka
Hide Tanaka (Japans 田中 英, Tanaka Hide, Tokio, 28 juni 1956) is een Japanse contrabassist in de jazz.

## Biografie
Tanaka begon op zijn 17de bas te spelen. Hij had les bij Yoshio Ikeda. In 1981 was hij lid van de bigband Blue Coats. In 1982 verhuisde hij naar New York. In 1984 werd hij de huisbassist in Jazz Culture Theater; daarnaast trad hij op in clubs als Angry Squire en West End Cafe. Hij speelde o.m. met Walter Bishop junior, Cecil Payne, Hank Mobley, Benny Powell en Jaki Byard. Zijn eerste opnames maakte hij met gitarist Barry Glick. In de jaren erna speelde hij o.a. met Wade Barnes (The Sounds, They Show Us, 1993, o.a. met James Zollar, Patience Higgins, Nick Levinovsky) en Steve Elmer (I Used to Be Anonymous, met Shingo Okudaira). Vanaf 2007 baste hij in het trio van pianist Junior Mance, hij is te horen op diens albums Live at Cafe Loup (2007), Our South (2008), Letter from Home (2011) en For My Fans, It's All About You (2015). In de jazz speelde hij tussen 1986 en 2015 mee op twaalf opnamesessies. Later werkte hij o.a. met Champian Fulton, Marc Devine, Michi Fuji en Steve Elmer.